# بن شیرمن
بن شیرمن (انگلیسی: Ben Shearman; ۲ دسامبر ۱۸۸۴ – ۱ اکتبر ۱۹۵۸) بازیکن فوتبال اهل بریتانیا بود.
از باشگاه‌هایی که در آن بازی کرده‌است می‌توان به باشگاه فوتبال وست برومویچ آلبیون، باشگاه فوتبال بریستول سیتی، باشگاه فوتبال ناتینگهام فارست، و باشگاه فوتبال گینزبورو ترینیتی اشاره کرد.